# Hard-Ons
Hard-Ons és un grup australià de punk rock que es va formar el 1982 a Punchbowl, Nova Gal·les del Sud. La banda va publicar vuit àlbums d'estudi abans de la seva dissolució el 1994, i va aconseguir 17 èxits número u consecutius a les llistes alternatives australianes durant els seus primers 12 anys d'existència. Durant aquest temps, es va convertir el grup independent amb més èxit comercial d'Austràlia, amb més de 250.000 vendes totals de discos. La banda es va reconstituir el 1997.
L'historiador de la música Ian McFarlane ha descrit la música del grup com a «tempos punk fusionats, actitud hardcore, riffs de heavy metal i melodies de surf pop en una bola d'energia perfecta».
Els primers enregistraments de Hard-Ons com Smell My Finger, Dickcheese, Love Is a Battlefield of Wounded Hearts i Yummy! van establir el so del grup: pop-punk desordenat amb elements de metal i psicodèlia. Un article de Beat Magazine de 1987 va descriure el seu so talment Motörhead meets the Beach Boys. Tot i que originàriament es va inspirar en bandes punk com Sex Pistols, Buzzcocks, The Damned, Ramones i The Saints, va destacar no només dins del punk sinó també dins de la música rock per ser la veu de Keish de Silva, el bateria del grup, cantada i no cridada. El guitarrista Peter Black va donar un altre toc original a la banda amb el seu distintiu so de guitarra que és alhora melòdic i desordenat, sovint fent ús del feedback, és a dir, de l'efecte de retroalimentació acústica entre el micro i l'altaveu.
Els principals temes de les lletres van des de les relacions afectives com a «I Do I Do I Do», «Just Being With You», «Girl in the Sweater», fins a l'humor escatològic a «I Farted» i «Oozin' for Pleasure», passant per temàtiques diverses.

## Discografia

### Àlbums
- 1986 - Smell My Finger
- 1987 - Hot for Your Love Baby
- 1988 - Dickcheese
- 1989 - Love is a Battlefield of Wounded Hearts
- 1991 - Yummy!
- 1992 - Dateless Dudes Club
- 1993 - Too Far Gone
- 1995 - Hard-Ons Live
- 2000 - This Terrible Place...
- 2003 - Very Exciting![5]
- 2006 - Most People Are a Waste of Time
- 2007 - Most People Are Nicer Than Us
- 2010 - Alfalfa Males Once Summer Is Done Conform or Die
- 2014 - Peel me like a Egg
- 2019 - So I Could Have Them Destroyed
- 2021 - I'm Sorry Sir, That Riff's Been Taken[6]